# Kępa Rybacka
Kępa Rybacka (Duits: Fischerskampe) is een plaats in het Poolse district  Elbląski, woiwodschap Ermland-Mazurië. De plaats maakt deel uit van de gemeente Elbląg en telt 140 inwoners.